# حصار البصرة 1624
حصار البصرة جرى بعد سقوط بغداد (1624)، حيث أرسل الشاه عباس إلى والي البصرة «علي باشا أفراسياب» أن يعترف بتبعيته لحكومة بلاد فارس خصوصا بعد أن احتل أجزاء كبيرة من العراق، وكان للشاه عدة مبررات لاحتلال البصرة، منها اقتصادية خاصة بعد نقل البرتغاليين نشاطهم التجاري من هرمز إلى البصرة، وسيطرتهم على تجارة الاحساء والقطيف، وقد أدى هذا الوضع إلى قيام الصفويين بفرض حصار بري على المدينة ومحاولة الاستيلاء عليها. وبعد مفاوضات فاشلة مع الصفويين، طلب والي البصرة المساعدة من البرتغاليين، فساهموا بسفنهم خلال محاولات الحصار ال3 في سنوات 1624 و 1625 و 1628.

## المقدمة
بعد نجاح الشاه عباس الأول في الاستيلاء على هرمز سنة 1622 بمساعدة أسطول شركة الهند الشرقية الإنجليزية حسب اتفاقية ميناب، سعى إلى أن يتبع ذلك بنجاح آخر وهو احتلال مسقط آخر معاقل البرتغاليين القوية في المنطقة، إلا أن الإنجليز امتنعوا عن مساعدته، فعوض جيشه ذلك باحتلال صحار وخور فكان. إلا أن البرتغاليين تمكنوا - بعد امتناع الإنجليز من مساعدتهم - من طردهم من خور فكان وصحار، وتدمير بعض القرى بين جاسك وجمبرون على الساحل الفارسي. وحاولوا قطع المؤن عن هرمز، إلا أن قواتهم أضعف من أن تفرض حصار طويل على هرمز أو شن هجوم مباشر عليها.
ثم توجه الصفويون صوب العراق مستغلين ضعف الدولة العثمانية ومشاكلها الداخلية فاحتلوا مناطق واسعة من العراق، حتى تمكنوا من بغداد واحتلوها سنة 1624م، وبعدها توجهت أنظار الشاه نحو البصرة، التي حافظت على تبعيتها للدولة العثمانية. وكانت علاقة علي باشا أفراسياب مع البرتغاليين ضعيفة حتى سقوط هرمز، حيث تحسنت علاقاته معهم وكثر اتصالهم بالبصرة للمتاجرة معها، مما سبب ذلك خللًا اقتصاديا مع ميناء بندر عباس الذي أسسه الشاه. فلم تكن البصرة من ضمن اهتمامات الشاه، ولم تهددها الجيوش الفارسية التي احتلت بغداد، لأنها لا تحوي أي عتبة شيعية ولا هي بالأرض الزراعية. إلا أن تابعيتها للدولة العثمانية، وحماية أفراسياب للتجارة البرتغالية من الأمور أدت إلى استياء الشاه عباس، فأرسل إليه بترك التبعية العثمانية والتحول إلى التبعية الصفوية وأن يذكر إسم الشاه في الخطبة وأن يسك النقود بإسمه وأن يتخذ الأزياء الفارسية، وفي المقابل يكون واليًا وراثيًا، ولا يقدم شيئًا من الضرائب، وله مايريد من الصلاحية المحلية
رفض علي باشا أفراسياب تلك الوعود والطلبات رفضًا قاطعًا، وبعدما لمس حالة الضعف لدى الدولة العثمانية توجه بطلب المساعدة من البرتغاليين مدركًا حالة الخلاف القائمة بينهم وبين الشاه عباس الذي طردهم من هرمز. وقد وافق البرتغاليون على طلب أفراسياب مساعدته ضد القوات الفارسية لحماية مركزهم التجاري في البصرة، لأنهم مدركون أن سيطرة الشاه على جنوب العراق تعني القضاء على تجارة البرتغاليين في الخليج العربي.

## الهجوم الأول
عاشت البصرة أوضاعا من القلق والترقب بانتظار قدوم القوات الفارسية، لذلك طلب علي باشا أفراسياب من أهالي البصرة وعشائرها تقديم المساعدة له بالرجال والسلاح والأموال من أجل الدفاع عن مدينتهم. وأعلن التجنيد العام وذلك بتقديم كل بيت من بيوت البصرة رجلًا لجيش المدينة الدفاعي. وقد تمكن الأهالي من وضع القلاع والمتاريس لمنع العدو من عبور شط العرب نحو الساحل الغربي، ووضعوا 700 شخص مسلح لحماية الساحل.
وفي العام التالي 1624م/1033هـ أمر الشاه عباس حاكم شيراز إمام قلي خان بالتحرك لاحتلال البصرة مرورًا بقبان في الأحواز، وكونها قريبة من الحدود فقد كانت القبان أول القرى التي حاصروها وضيقوا عليها الخناق، ورغم أن أميرها منصور (بن عبد المطلب) المشعشعي قد حاربهم حربًا شديدة، ولكنه التجأ إلى قلعته، وأرسل إلى أفراسياب يستنجده، فأمده بعسكر عظيم من أهل البصرة، ولكن ذلك الجيش قد مني بخسائر كبيرة. فطلب أفراسياب مساعدة البرتغاليين، فدافع البرتغاليون عن المدينة دفاعًا عن مصالحهم، وقصفت سفنهم الجيش الصفوي المهاجم فصدته.

## هجوم 1625
كرر علي باشا أفراسياب الطلب من العثمانيين المعونة، إلا أن أمله بالمعونة كان ضعيفًا، لأن الصفويين قد قطعوا طريق دجلة والفرات، ولكن وصلته معونة غير منتظرة تتألف من 5000 من أعوان والي الحويزة منصور المشعشعي الفارين من إمام قلي. ما أن حل مارس 1625م/1035هـ حتى كرر الشاه هجومه على البصرة، وكانت قوة علي باشا صغيرة، فأعار البرتغاليون للباشا 5 سفن مسلحة بعد أن دفع لهم ما أرادوا، ثم أعلن النفير العام في المدينة، وسيرت القوات المجندة إلى معسكر الباشا ومن ضمنها الصابئة المسالمون. وقسمت القوة البحرية حيث رافقت ثلاث سفن علي باشا إلى القرنة حيث كان متوقعا أن يعبره الفرس. وانحدرت اثنتان منهما إلى الجنوب لوقف أي تقدم قد يحدث في تلك الجبهة. إلا أن أمرًا قد طرأ على تلك الحملة، وهو انسحاب القوات الصفوية فجأة تاركة كل شيء حتى آلات المعسكر من دون أن تطلق طلقة واحدة. ومن المحتمل أن سبب الانسحاب هو حدوث اضطراب في شيراز أو ورود أمر من إصفهان، فجرى انقاذ البصرة. وقد استولى علي باشا على خيامهم ومؤنهم للاستفادة منها، وشكلت لجان لتوزيع الغنائم على الأهالي.

## هجوم 1628
وفي 1628م/1037هـ وقيل 1629م/1039هـ قام إمام قلي خان بمحاولة أخرى للهجوم على المدينة، فسارع علي باشا إلى تجميع قواته وطلب المساعدة من العشائر المحيطة بالبصرة لمواجهة الهجوم، ثم عمد إلى كسر سدود المياه التي تحفظ المدينة من الغرق، فغمرت المياه البطاح المحيطة بالمدينة، فساهم ذلك بقوة بمنع أي اختراق صفوي على المدينة. بالإضافة إلى ذلك أدت وفاة الشاه عباس الأول يوم 19 يناير 1629م إلى انسحاب القوات الفارسية عن البصرة. ومع ذلك فقد بقي علي باشا خارج المدينة لمدة 3 أشهر خوفا من أن يكون انسحاب القوات الفارسية هي مجرد خدعة عسكرية ليعاودوا الهجوم مرة أخرى.
وبعد ذلك عقد روي فيريرا حاكم مسقط العسكري البرتغالي معاهدة مع الفرس وافق فيها على عدم إرسال سفنه الحربية إلى البصرة والقطيف لمساعدة الأتراك، وكذلك تقسيم عوائد بندر كنجي بنسبة 50%، بالمقابل وافق الفرس على عدم التعرض للقواعد البرتغالية الموجودة في رأس مسندم وخاصة مدينة خصب، كما اتفق الطرفان على أن يقوم كل منهما ببناء قلعة أو قلعتين في مدينة جلفار.